# Estela Cantero Peñaranda
Estela Cantero Peñaranda, (Barcelona, España, 12 de junio de 1998) es una jugadora española de fútbol sala. Juega de ala y su equipo actual es el Viaxes Amarelle de la Primera División de fútbol sala femenino de España.

## Trayectoria
Ha jugado en el Esplugues de la segunda división, en el año 2015 ficha por el Gironella de la primera división, en la temporada 2016-17 cambia de aires y se va a jugar al Alcorcón FSF donde permanece un año. La siguiente temporada decide volver a su tierra y ficha por la AE Penya Esplugues donde está 2 años, para volver de nuevo en la temporada 2019-20 al Alcorcón. En la temporada 2022-23 marcha para Galicia para fichar por el Viaxes Amarelle.

## Selección nacional
En noviembre de 2019 fue convocada por la selección para jugar dos partidos amistosos contra Eslovenia.[cita requerida]

## Estadísticas

### Clubes
Actualizado al último partido jugado el 29 de mayo de 2023.
| Club | Div.          | Temporada     | Liga  | Liga  | Liga       | Liga      | Copas nacionales(1) | Copas nacionales(1) | Copas nacionales(1) | Copas nacionales(1) | Torneos internacionales(2) | Torneos internacionales(2) | Torneos internacionales(2) | Torneos internacionales(2) | Total(3) | Total(3) | Total(3)   | Total(3)  |
| Club | Div.          | Temporada     | Part. | Goles | Amonestado | Expulsado | Part.               | Goles               | Amonestado          | Expulsado           | Part.                      | Goles                      | Amonestado                 | Expulsado                  | Part.    | Goles    | Amonestado | Expulsado |
| --- | ------------- | ------------- | ----- | ----- | ---------- | --------- | ------------------- | ------------------- | ------------------- | ------------------- | -------------------------- | -------------------------- | -------------------------- | -------------------------- | -------- | -------- | ---------- | --------- |
| Esplugues · España |               |               |       |       |            |           |                     |                     |                     |                     |                            |                            |                            |                            |          |          |            |           |
| 2.ª |               |               |       |       |            |           |                     |                     |                     |                     |                            |                            |                            |                            |          |          |            |           |
| |               | -             | -     | -     | -          | -         | -                   | -                   | -                   | -                   | -                          | -                          |                            | -                          | -        | -        |            |           |
| Total club | Total club    | -             | -     | -     | -          | -         | -                   | -                   | -                   | -                   | -                          | -                          | -                          | -                          | -        | -        | -          |           |
| Gironella FSF · España |               |               |       |       |            |           |                     |                     |                     |                     |                            |                            |                            |                            |          |          |            |           |
| 1.ª |               |               |       |       |            |           |                     |                     |                     |                     |                            |                            |                            |                            |          |          |            |           |
| 2015-16 | 25            | 5             | 1     | 0     | -          | -         | -                   | -                   | -                   | -                   | -                          | -                          | 25                         | 5                          | 1        | 0        |            |           |
| Total club | Total club    | 25            | 5     | 1     | 0          | -         | -                   | -                   | -                   | -                   | -                          | -                          | -                          | 25                         | 5        | 1        | 0          |           |
| AD Alcorcón FSF · España |               |               |       |       |            |           |                     |                     |                     |                     |                            |                            |                            |                            |          |          |            |           |
| 1.ª |               |               |       |       |            |           |                     |                     |                     |                     |                            |                            |                            |                            |          |          |            |           |
| 2016-17 | 21            | 4             | 1     | 0     | 0          | 0         | 0                   | 0                   | -                   | -                   | -                          | -                          | 21                         | 4                          | 1        | 0        |            |           |
| Total club | Total club    | 21            | 4     | 1     | 0          | 0         | 0                   | 0                   | 0                   | -                   | -                          | -                          | -                          | 21                         | 4        | 1        | 0          |           |
| AE Penya Esplugues · España |               |               |       |       |            |           |                     |                     |                     |                     |                            |                            |                            |                            |          |          |            |           |
| 1.ª |               |               |       |       |            |           |                     |                     |                     |                     |                            |                            |                            |                            |          |          |            |           |
| 2017-18 | 27            | 4             | 2     | 0     | -          | -         | -                   | -                   | -                   | -                   | -                          | -                          | 27                         | 4                          | 2        | 0        |            |           |
| 2018-19 | 27            | 8             | 6     | 0     | 1          | 1         | 0                   | 0                   | -                   | -                   | -                          | -                          | 28                         | 9                          | 6        | 0        |            |           |
| Total club | Total club    | 54            | 12    | 8     | 0          | 1         | 1                   | 0                   | 0                   | -                   | -                          | -                          | -                          | 55                         | 13       | 8        | 0          |           |
| AD Alcorcón FSF · España |               |               |       |       |            |           |                     |                     |                     |                     |                            |                            |                            |                            |          |          |            |           |
| 1.ª |               |               |       |       |            |           |                     |                     |                     |                     |                            |                            |                            |                            |          |          |            |           |
| 2019-20 | 18            | 7             | 5     | 1     | 2          | 0         | 0                   | 0                   | -                   | -                   | -                          | -                          | 20                         | 7                          | 5        | 1        |            |           |
| 2020-21 | 22            | 5             | 2     | 0     | 3          | 2         | 0                   | 0                   | -                   | -                   | -                          | -                          | 25                         | 7                          | 2        | 0        |            |           |
| 2021-22 | 0             | 0             | 0     | 0     | 0          | 0         | 0                   | 0                   | -                   | -                   | -                          | -                          | 0                          | 0                          | 0        | 0        |            |           |
| Total club | Total club    | 40            | 12    | 7     | 1          | 5         | 2                   | 0                   | 0                   | -                   | -                          | -                          | -                          | 45                         | 14       | 7        | 0          |           |
| Viaxes Amarelle · España |               |               |       |       |            |           |                     |                     |                     |                     |                            |                            |                            |                            |          |          |            |           |
| 1.ª |               |               |       |       |            |           |                     |                     |                     |                     |                            |                            |                            |                            |          |          |            |           |
| 2022-23 | 11            | 1             | 2     | 0     | 0          | 0         | 0                   | 0                   | -                   | -                   | -                          | -                          | 11                         | 2                          | 2        | 0        |            |           |
| Total club | Total club    | 11            | 1     | 2     | 0          | -         | -                   | -                   | -                   | -                   | -                          | -                          | -                          | 11                         | 1        | 2        | 0          |           |
| Total carrera | Total carrera | Total carrera | 151   | 34    | 19         | 1         | 6                   | 3                   | 0                   | 0                   | -                          | -                          | -                          | -                          | 146      | 36       | 17         | 1         |
| (1) Incluye datos de Copa / Supercopa. (2) Incluye datos de Campeonato de Europa de Clubes, Recopa y Copa Intercontinental. (3) No incluye datos de partidos amistosos. |               |               |       |       |            |           |                     |                     |                     |                     |                            |                            |                            |                            |          |          |            |           |